# Ernst Sjöberg
Ernst Gustaf Konstantin Sjöberg, född 11 maj 1861 i Stockholm, död 12 november 1911, var en svensk tandläkare. 
Sjöberg avlade  mogenhetsexamen 1880 och tandläkarexamen 1884 samt gjorde en längre studieresa till Tyskland, Frankrike och Storbritannien. Med statsunderstöd företog han 1887 en dylik till Storbritannien och USA. Han ansågs synnerligen framstående inom sitt fack, särskilt inom protetiken. Han uppsatte 1893 "Odontologisk Tidskrift" (som senare utgavs under redaktion av Otto Ulmgren med John Wessler som ägare) och var en flitig skriftställare inom fackområdet och en av stiftarna av Odontologiska sällskapet.